# 汤米·多夫曼
汤米·多夫曼（英语: Tommy Dorfman，1992年5月13日—）是一名演员，出生於乔治亚州亚特兰大市的一个犹太家庭。他于2015年毕业于福坦莫大學戏剧专业，并在Netflix系列原创剧《十三个理由》中扮演角色瑞恩·谢弗 (Ryan Shaver) 而为大众所熟知。

## 個人經歷
16歲時在電影《絕世少年》中扮演變裝皇后"Maxia"，從此踏入影視界。
2017年11月，表示自己为非二元性別并性别改为“they/them”。2021年7月22日，表示自己为跨性別女性，并改性别为“她（she/her）”。她在接受采访时透露，她已经“私下认同并以女性身份生活”近一年。